# Alfred Schmidt (Turner)
Alfred Schmidt war ein deutscher Turner.
Schmidt turnte zunächst für den TSV Spandau 1860. 1940 wurde er Brandenburgischer Meister. 1941 erreichte er bei den Reichswettkämpfen der Nachwuchsturner in Kassel hinter Helmut Bantz und Ernst Braun den 5. Rang.
1942 turnte er mit der Deutschlandriege in Sillein gegen die Slowakei. Er wurde drittbester Turner hinter Karl Stadel und Kurt Krötzsch.
Nach dem Zweiten Weltkrieg war er in Bremen tätig. 1949 turnte er in der deutschen Nationalmannschaft. Im Juli 1949 turnte er mit der Deutschlandriege in der Berliner Waldbühne.